# Sân vận động Quốc gia Mané Garrincha
Sân vận động Quốc gia Brasília Mané Garrincha (tiếng Bồ Đào Nha: Estádio Nacional de Brasília Mané Garrincha), còn được gọi là Sân vận động Quốc gia Mané Garrincha, Sân vận động Quốc gia Brasília, Arena Mané Garrincha hoặc đơn giản là Mané Garrincha, là một sân vận động bóng đá và nhà thi đấu đa năng nằm ở Brasília, thuộc Quận liên bang Brasil. Sân vận động này là một trong số các địa điểm tạo nên Khu liên hợp Poliesportivo Ayrton Senna, cùng với Nhà thi đấu Nilson Nelson và Autódromo Internacional Nelson Piquet, trong số các công trình khác. Được khánh thành vào năm 1974, sân có sức chứa 45.200 người. Sau khi trải qua quá trình cải tạo từ năm 2010 đến năm 2013, sức chứa đã tăng lên 72.788 người, khiến sân trở thành sân vận động lớn thứ hai ở Brasil sau Sân vận động Maracanã ở Rio de Janeiro. Đây là một trong những sân vận động lớn nhất ở Nam Mỹ.
Sân được mở cửa trở lại vào ngày 18 tháng 5 năm 2013 sau khi hoàn thành công việc cải tạo để chuẩn bị cho Cúp Liên đoàn các châu lục 2013 và Giải vô địch bóng đá thế giới 2014. Sân vận động cũ được thiết kế bởi Ícaro de Castro Mello. Dự án cải tạo được hoàn thành với chi phí 900 triệu đô la Mỹ, so với kinh phí ban đầu là 300 triệu đô la Mỹ, biến sân trở thành sân vận động bóng đá đắt thứ ba trên thế giới sau Sân vận động Wembley và Sân vận động Tottenham Hotspur.
Sân vận động Quốc gia Mané Garrincha thuộc sở hữu của Sở Thể dục thể thao và Giải trí Quận liên bang Brasil. Sân có tên gọi như vậy nhằm vinh danh huyền thoại bóng đá Mané Garrincha, người đã vô địch World Cup 1958 và 1962 cùng đội tuyển bóng đá quốc gia Brasil.

## Sự kiện thể thao

### World Cup 2014
Sân Mané Garrincha được tổ chức 7 trận đấu tại World Cup 2014, bao gồm 4 trận ở vòng bảng, 1 trận ở vòng 16 đội, 1 trận tứ kết và 1 trận tranh hạng 3.
Sân này cũng sẽ phục vụ cho Thế vận hội Mùa hè 2016 sẽ được tổ chức ở Rio de Janeiro.
| Ngày                | Giờ   | Đội        | Kết quả | Đội         | Vòng         | Khán giả |
| ------------------- | ----- | ---------- | ------- | ----------- | ------------ | -------- |
| 15 tháng 6 năm 2014 | 13:00 | Thụy Sĩ    | 2 - 1   | Ecuador     | Bảng E       | 68.351   |
| 19 tháng 6 năm 2014 | 13:00 | Colombia   | 2 - 1   | Bờ Biển Ngà | Bảng C       | 68.748   |
| 13 tháng 6 năm 2014 | 17:00 | Cameroon   | 1 - 4   | Brasil      | Bảng A       | 69.112   |
| 26 tháng 6 năm 2014 | 13:00 | Bồ Đào Nha | 2 - 1   | Ghana       | Bảng G       | 67.540   |
| 30 tháng 6 năm 2014 | 13:00 | Pháp       | 2 - 0   | Nigeria     | Vòng 16 đội  | 67.882   |
| 5 tháng 7 năm 2014  | 13:00 | Argentina  | 1 - 0   | Bỉ          | Tứ kết       | 68.551   |
| 12 tháng 7 năm 2014 | 17:00 | Brasil     | 0 - 3   | Hà Lan      | Tranh hạng 3 | 68.034   |

### Thế vận hội mùa hè 2016

#### Bóng đá nam
| Ngày                | Giờ   | Đội        | Kết quả                  | Đội      | Vòng      | Khán giả |
| ------------------- | ----- | ---------- | ------------------------ | -------- | --------- | -------- |
| 4 tháng 8 năm 2016  | 13:00 | Iraq       | 0 - 0                    | Đan Mạch | Bảng A    | 18.000   |
| 4 tháng 8 năm 2016  | 16:00 | Brasil     | 0 - 0                    | Nam Phi  | Bảng A    | 68.939   |
| 7 tháng 8 năm 2016  | 19:00 | Đan Mạch   | 1 - 0                    | Nam Phi  | Bảng A    | 32.314   |
| 7 tháng 8 năm 2016  | 22:00 | Brasil     | 0 - 0                    | Iraq     | Bảng A    | 65.829   |
| 10 tháng 8 năm 2016 | 13:00 | Argentina  | 1 - 1                    | Honduras | Bảng D    | 16.029   |
| 10 tháng 8 năm 2016 | 16:00 | Hàn Quốc   | 1 - 0                    | México   | Bảng C    | 19.332   |
| 13 tháng 8 năm 2016 | 13:00 | Bồ Đào Nha | 0 - 4                    | Đức      | Tứ kết    | 55.412   |
| 17 tháng 8 năm 2016 | 13:00 | Brasil     | 6 - 0                    | Honduras | Bán kết   | 52.457   |
| 20 tháng 8 năm 2016 | 17:30 | Brasil     | 1 - 1 (h.p) (5 - 4, pen) | Đức      | Chung kết | 63.707   |

#### Bóng đá nữ
| Ngày                | Giờ   | Đội        | Kết quả                | Đội       | Vòng      | Khán giả |
| ------------------- | ----- | ---------- | ---------------------- | --------- | --------- | -------- |
| 9 tháng 8 năm 2016  | 16:00 | Đức        | 1 - 2                  | Canada    | Bảng F    | 8.227    |
| 9 tháng 8 năm 2016  | 22:00 | Trung Quốc | 0 - 0                  | Thụy Điển | Bảng E    | 7.648    |
| 12 tháng 8 năm 2016 | 13:00 | Hoa Kỳ     | 1 - 1 (h.p) 3 - 4, pen | Thụy Điển | Tứ kết    | 13.892   |
| 16 tháng 8 năm 2016 | 13:00 | Brasil     | 0 - 0 (h.p) 3 - 4, pen | Thụy Điển | Bán kết   | 70.454   |
| 19 tháng 8 năm 2016 | 17:30 | Thụy Điển  | 1 - 2                  | Đức       | Chung kết | 52.432   |